# Ngulanan
Ngulanan is een bestuurslaag in het regentschap Bojonegoro van de provincie Oost-Java, Indonesië. Ngulanan telt 2586 inwoners (volkstelling 2010).